# Пилипенко, Никифор Емельянович
Ники́фор Емелья́нович Пилипе́нко (1860 — после 1935) — полтавский адвокат и общественный деятель, член Государственной думы 3-го и 4-го созывов от Полтавской губернии.

## Биография
Православный. Из купеческой семьи. Землевладелец Полтавского уезда (приобретенные 50 десятин), домовладелец Полтавы (3 дома).
Ввиду тяжелых жизненных обстоятельств в детстве не имел возможности поступить в учебное заведение. Однако в тринадцать лет столкнулся с неким господином Ц., при содействии которого занялся самообразованием и получил звание народного учителя, а через полтора года — звание учителя математики уездного училища. Выдержав экзамен, поступил на службу учителем математики в Александровское уездное училище.
В 1882 году оставил службу, чтобы продолжить своё образование. Через год поступил вольнослушателем в Харьковский университет на юридический факультет. На 4-м курсе выдержал испытание на аттестат зрелости, а в 1887 году окончил университет со степенью кандидата прав.
По окончании университета вступил в сословие помощников, а затем присяжных поверенных при Полтавском окружном суде. Одновременно с адвокатской деятельностью в течение многих лет избирался гласным Полтавской городской думы и принимал деятельное участие в городском самоуправлении. Был членом Союза 17 октября.
В 1907 году был избран в члены III Государственной думы от 1-го съезда городских избирателей Полтавской губернии. Входил во фракцию октябристов. Состоял членом комиссий: по запросам, по судебным реформам и по местному самоуправлению. Часто отлучался из Санкт-Петербурга для занятий адвокатской практикой в Полтаве.
В 1912 году переизбран в Государственную думу. Входил во фракцию октябристов, после её раскола — в группу земцев-октябристов. Также входил в Прогрессивный блок. Состоял товарищем председателя комиссии по запросам, председателем комиссий по судебным реформам и об обязательственном праве, а также членом комиссий: по городским делам и личного состава.
После Февральской революции выполнял поручения Временного комитета Государственной думы. 15 марта 1917 вместе с М. И. Коваленко командирован в 171-й пехотный полк, находившийся в Красном Селе для урегулирования разногласий между солдатами и офицерами полка. С 19 марта 1917 был комиссаром ВКГД и Временного правительства на Западном фронте, а с 8 апреля — членом Временного высшего дисциплинарного суда.
В мае 1919 года арестовывался большевиками как член Союза хлеборобов-собственников. Затем жил в Ленинграде. В марте 1935 года был выслан из Ленинграда на 5 лет как «социально опасный элемент».
Дальнейшая судьба неизвестна. Был женат, имел четверо детей.